# Vaso de cabeza

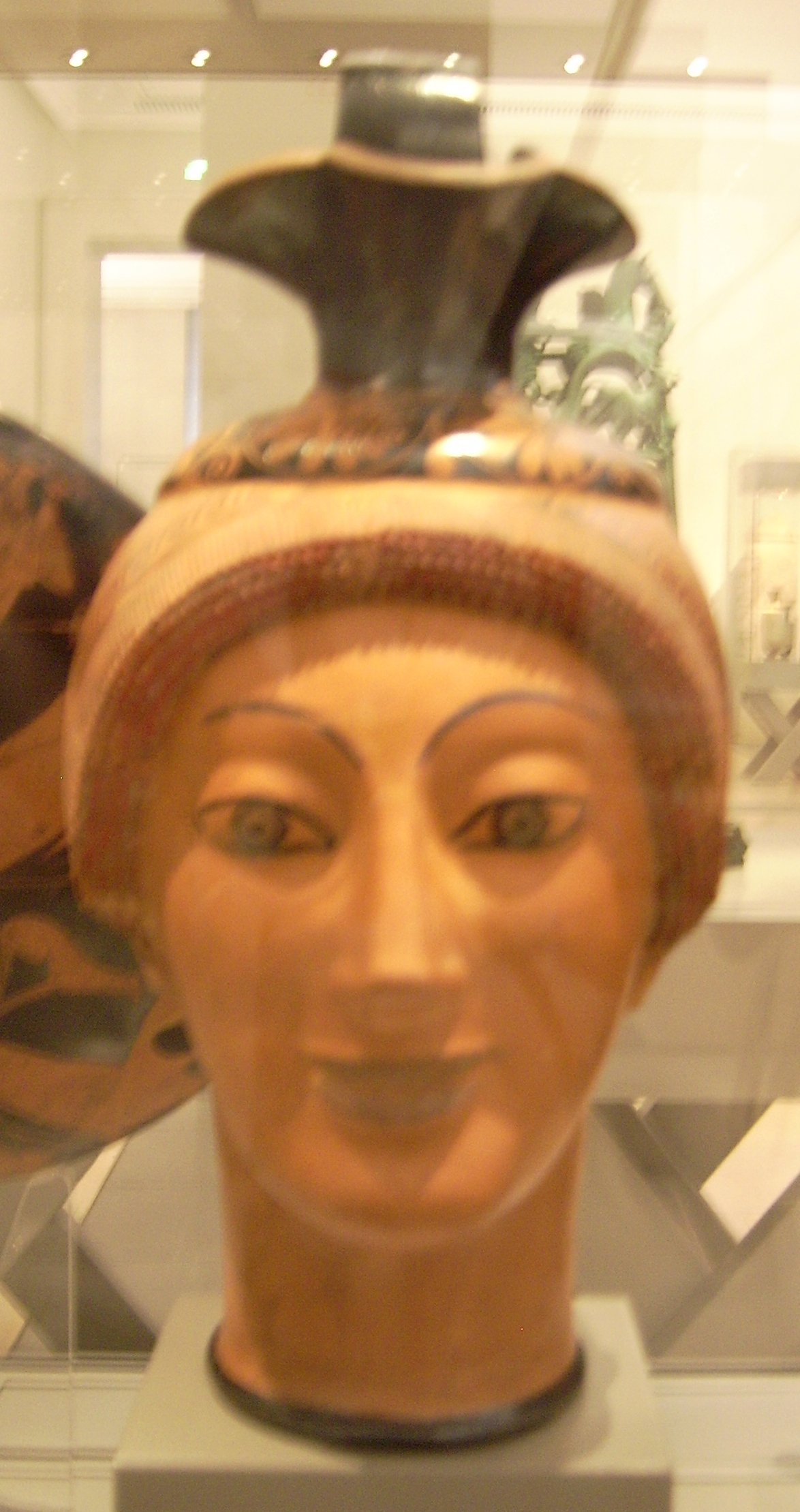
Enócoe en forma de cabeza de mujer ricamente decorada. Firmado por el alfarero Carino. Encontrado en Vulci circa 490 a. C., Antikensammlung Berlin ⋅ F 2190

Los vasos de cabezas son una forma especial de vasos figurativos en forma de cabeza humana, que se crearon en la antigua Grecia a partir del siglo VII a. C.
Los vasos de cabeza son productos especiales de la cerámica griega. Especialmente en la cerámica ática, se crearon recipientes de calidad excepcional desde aproximadamente del 500 a. C. en adelante. Los vasos pueden ser rita, aríbalos, ascos u otras formas de vasos. No es raro que se muestren características etnológicas, muy difundidas fueron por ejemplo las representaciones de cabezas negras. A menudo los vasos de doble cabeza se crearon a la manera de dobles hermas. El alfarero Carino era especialmente famoso por sus vasos. Las vasijas son a menudo pintadas artísticamente.